# Santiago de Huari
Santiago de Huari – miasto w Boliwii, w departamencie Oruro, w prowincji Sebastián Pagador.